# Grammy Award al miglior album jazz alternativo

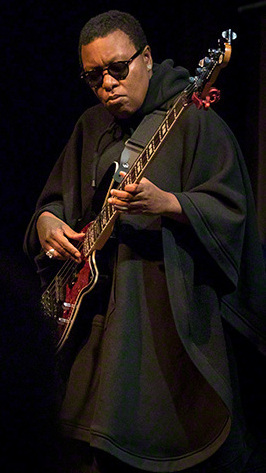
Meshell Ndegeocello, la prima vincitrice della categoria miglior album jazz alternativo.

Il Grammy Award al miglior album jazz alternativo (Best Alternative Jazz Album) è un premio Grammy istituito nel 2024, con l'intento di premiare la musica jazz alternativa di qualità. Il premio è stato presentato per la prima volta in occasione della 66ª edizione, tenutasi il 4 febbraio 2024 presso la Crypto.com Arena di Los Angeles. È la prima premiazione aggiunta alla categoria jazz sin dal 1995.
La Recording Academy ha annunciato il nuovo premio nel giugno 2023, dichiarando che "il premio riconosce l'eccellenza artistica negli album di jazz alternativo di solisti, duetti e gruppi, con o senza parti cantate". L'accademia definisce il jazz alternativo come "un ibrido che mescola il jazz (improvvisazione, interazione, armonia, ritmo, arrangiamenti, composizione e stile) con altri generi, tra cui R&B, hip-hop, classica, improvvisazione contemporanea". Può includere anche tecniche di produzione o strumentazione contemporanee associate ad altri generi.
The Omnichord Real Book della cantautrice e bassista statunitense Meshell Ndegeocello è stato il primo album ad aggiudicarsi il premio.

## Vincitori e candidati

### Anni 2020
- 2024[6][7]
  - The Omnichord Real Book – Meshell Ndegeocello
  - Love in Exile – Arooj Aftab, Vijay Iyer e Shahzad Ismaily
  - Quality Over Opinion – Louis Cole
  - SuperBlue: The Iridescent Spree – Kurt Elling, Charlie Hunter, SuperBlue
  - Live at the Piano – Cory Henry